# Sympycnus thrypticiformis
Sympycnus thrypticiformis är en tvåvingeart som först beskrevs av Frey 1925.  Sympycnus thrypticiformis ingår i släktet Sympycnus och familjen styltflugor. Inga underarter finns listade i Catalogue of Life.